# スーザン・ゴードン
スーザン・ゴードン（Susan Gordon,  1949年7月27日 - 2011年12月11日）は、アメリカ合衆国の女優、子役である。

## 来歴
1949年、ミネソタ州のセントポールに生まれる。父親は『戦慄!プルトニウム人間』や『巨人獣』などのB級ホラー・SF映画などの監督で知られる映画監督のバート・I・ゴードンである。8歳の時に父親が監督した『人間人形の逆襲』で映画デビューを果たした。1959年には実在したコルネット奏者のレッド・ニコルズを題材にしたミュージカル映画『5つの銅貨』へ出演し、子役ながらその歌声を披露している。その後も、映画やテレビドラマなどに子役として様々な作品へ出演した。
1967年以降は女優業は継続しておらず、同年に女優業を事実上リタイアしている。
日本では、「スーザン・アピネア」名で、1979年（昭和54年）に早稲田大学名誉教授の東後勝明と共に『NHKラジオ英語会話』を、翌1980年（昭和55年）から1981年（昭和56年）までの2年間、東京外国語大学名誉教授の松田徳一郎と共に『NHKラジオ続基礎英語』のネィティブスピーカーを務めた。

## 死去
2011年12月11日、ニュージャージー州にて癌のため死去。62歳だった。

## 出演作品

### 映画
- 人間人形の逆襲 Attack of the Puppet People (1958)
- 罠の中の男 The Man in the Net (1959)
- 34丁目の奇跡 Miracle on 34th Street (1959) ※テレビ映画
- 5つの銅貨 The Five Pennies (1959)
- 海賊少年 The Boy and the Pirates (1960)
- 空飛ぶ生首 Tormented (1960)
- Picture Mommy Dead (1966)

### テレビドラマ
- プレイハウス90 Playhouse 90 (1959)
- アルコア・シアター Alcoa Theatre (1959)
- ヒッチコック劇場 Alfred Hitchcock Presents (1961)
- ガンスモーク Gunsmoke (1961)
- Make Room for Daddy (1961)
- アルコア・プレミア Alcoa Premiere (1961, 1962)
- ベン・ケーシー Ben Casey (1961, 1964)
- ルート66 Route 66 (1962)
- ミステリー・ゾーン Twilight Zone (1962)
- ジェネラル・エレクトリック・シアター General Electric Theater (1962)
- イレブンス・アワー The Eleventh Hour (1962)
- サンセット77 77 Sunset Strip (1962)
- Sam Benedict (1962)
- パパ大好き My Three Sons (1962, 1965, 1966, 1967)
- ヒッチコック・アワー The Alfred Hitchcock Hour (1963)
- とつげき!マッキーバー McKeever & the Colonel (1963)